# Accelerated processing unit
Een accelerated processing unit (APU, of ook wel Advanced Processing Unit genoemd) is de hoofdprocessor in een computer. Deze is uitgerust met verwerkingseenheden om een of meerdere typen gegevensverwerkingen te versnellen buiten de central processing unit (CPU) om. Daarbij kun je onder andere denken aan een graphics processing unit (GPU), zoals die gebruikt wordt voor creatieve en visuele taken en sinds een paar jaar voor general-purpose computing (GPGPU), een field-programmable gate array (FPGA), of andere gespecialiseerde processors.
Op dit moment wordt de term vaak gebruikt om combinatie van een processor bestaande uit een CPU en een OpenCL-compatibele GPU op dezelfde die aan te duiden. Voorheen zaten deze twee componenten op een andere plaats op het moederbord en was er een gespecialiseerde bus die de twee verbond. Door ze op dezelfde die onder te brengen gaat de data transfer rates tussen deze componenten omhoog, terwijl de power consumption met meer dan 50% omlaag gaat met de huidige technologie.
APUs kunnen ook andere gespecialiseerde units bevatten voor bijvoorbeeld video processing en andere programma-specifieke hardware-versnellers. Voorbeelden daarvan zijn de AMD Accelerated Processing Unit, de Cell, Intel HD Graphics, en NVIDIA's Project Denver.